# Sokoľany
Sokoľany, do roku 1927 Sokolany, (maďarsky Abaújszakaly nebo Szakaly) je obec v okrese Košice-okolí na Slovensku.

## Historie
První písemná zmínka o obci pochází z roku 1268, kdy je uvedena jako Zakál; je zmíněn klášter, který podléhal pod pravomoc Jasovského konventu. Nejnovější archeologické nálezy dokazují, že už v 7. a 8. století bylo toto území obydleno. Arecheologickým průzkumem zde bylo zjištěno i pohřebiště z mladší doby hradištní (11. a 12. století).
V letech 1961 až 1990 byla obec Sokoľany společně s obcí Bočiar spojena do obce Hutníky.

## Pamětihodnosti
- Empírová hrobka hraběte Stahremberga a jeho ženy. V interiéru objektu z roku 18/38 jsou umístěny barokní obrazy z původního kostela. Hrobka je umístěno v areálu moderního kostela Růžencové Panny Marie.[4]